# Nieuw Parkwijck
Nieuw Parkwijck, ook wel Villa Simons genoemd, is een monumentale villa in het Prinsevinkenpark in de Nederlandse stad Den Haag.

## Achtergrond
De Nederlandse journalist Leo Simons (1862-1932) was onder meer theaterrecensent en oprichter van de Wereldbibliotheek. Hij was bevriend met de architect H.P. Berlage, die in 1900 voor hem de Villa Parkwijck aan de zuidkant van het Vondelpark in Amsterdam ontwierp. Toen het echtpaar Simons in 1913 naar Den Haag verhuisde, bouwde de architect opnieuw een huis voor hen, dat de naam Nieuw Parkwijck kreeg. De oorspronkelijke Villa Parkwijck werd verkocht, afgebroken en opnieuw opgebouwd in Bilthoven.
Berlage ontwierp Nieuw Parkwijck in de hem kenmerkende rationalistische bouwstijl, waarbij onder meer de gebogen geveldelen en dakoverstekken tonen dat hij voor dit ontwerp werd beïnvloed door architect Frank Lloyd Wright. In 1911 had Berlage de Verenigde Staten bezocht, waar hij onder de indruk was geraakt van het werk van deze architect.

## Beschrijving
Het pand werd opgetrokken in baksteen en telt drie bouwlagen op een bijna symmetrische plattegrond. Het overstekende dak heeft vloeiende contouren. De villa is sober opgezet, waarbij kleine details, zoals sierbanden en uitsparingen aan weerszijden van de vensters zorgen voor decoratie. Alle bouwdelen hebben een plat dak met overstekken.
De entree is aangebracht onder een luifel in het linkerdeel van de villa en heeft een eenvoudige paneeldeur, die bereikbaar is via een kleine trap. In het midden van het pand is een gebogen erker geplaatst in een sterk risalerend bouwdeel. Aan weerszijden hiervan van kleinere, driezijdige erkers gebouwd, beide onder een balkon met houten hekwerk. Alle vensters hebben een roedenverdeling in de bovenlichten.
Via de entree komt men in een ruime hal, met granito vloer. In de linkerserre, rechts van de ingang, was een ontvangstkamer. De leefruimtes zijn geplaatst aan de voorzijde van het huis, met in de uitbouw op de begane grond de eetkamer en daarboven de salon. De kamers zijn sober gehouden, met eenvoudig stucwerk op het plafond. Conform de joodse kasjroetvoorschriften mogen vlees- en melkproducten niet samen worden gebruikt. Het huis heeft daarom twee keukens, die elk over hun eigen pannen- en serviesset beschikten.

## Monumentenstatus
De villa werd in 1994 als rijksmonument ingeschreven in het monumentenregister, vanwege het "architectuurhistorisch belang als zeldzaam voorbeeld van een door Berlage in rationalistische bouwstijl gebouwde villa, beïnvloed door Frank Lloyd Wright. Hoofdvorm, detaillering en materiaalgebruik zijn gaaf bewaard."